# Prostyje dwiżenija
Prostyje dwiżenija (ros.: Простые движения) – singel rosyjskiego duetu t.A.T.u. wydany tylko na terenie Rosji w 2002 roku. Piosenka została zamieszczona także na wydanym w 2003 roku albumie t.A.T.u. Remixes.
Kontrowersyjny teledysk, w którym Julia Wołkowa masturbuje się (Lecz nie zostało to do końca pokazane), MTV Russia wyemitowało tylko raz – nocą. Singel doszedł do 28 miejsca w liście Russia Airplay Top, czyli zestawieniu najchętniej granych piosenek przez tamtejsze stacje radiowe w danym tygodniu.
W Polsce prezentowany był tylko kilka razy, m.in. przez stację VIVA Polska.

## Notowania
| Główne listy          | Pozycja |
| Rosja – Airplay Chart | 28      |